# Feliniopsis peridela
Feliniopsis peridela là một loài bướm đêm trong họ Noctuidae.